# Mangwolsa (métro de Séoul)
Mangwolsa (hangeul : 망월사 ; hanja : 望月寺, sous titrée en anglais : Shinhan University Campus Number 1) est une station de passage de la ligne 1 (ligne Gyeongwon) du métro de Séoul. Elle est située au 221 Pyeonghwa-ro, sur le territoire de la ville Uijeongbu, dans la province Gyeonggi, au nord-est de Séoul en Corée du Sud.
La gare d'origine ouvre en 1966 et la station de métro en 1986. La station est desservie par le service omnibus.

## Situation sur le réseau

Plan du réseau (2023)

Établie en aérien Mangwolsa est une station de passage de la ligne 1 du métro de Séoul : elle est située entre la station Dobongsan, en direction du terminus ouest Incheon ou du terminus sud Sinchang via la station de bifurcation Guro, et avant la station Hoeryong en direction du terminus nord Yeoncheon,.

## Histoire

### Gare ferroviaire
La gare d'origine est mise en service le 6 septembre 1914 sur la ligne Gyeongwon, lors de l'ouverture à l'exploitation de la section de Yongsan à Wonsan. En 1966, c'est une gare voyageur,.

### Station de métro
La station Mangwolsa, sur un emplacement différent de celui de la gare d'origine, est mise en service le 2 septembre 1986, lors de l'ouverture à l'exploitation de la ligne 1 du métro de Séoul, entre Seongbok et Uijeongbu,.
En 2021, un projet de modernisation de la gare qui a plus de trente années d'existence est programmée à la suite des remarques des voyageurs relayées par la municipalité. Le chantier de 22,1 milliards de won se termine avec l'ouverture du nouveau bâtiment le 10 juin 2023. Notamment accessible aux personnes à la mobilité réduite, il dispose d'un étage avec escaliers mécaniques et ascenseurs.

## Services aux voyageurs

### Accès et accueil
Située au 221 Pyeonghwa-ro, dans le quartier Howon-dong, la station dispose de trois bouches numérotées de 1 à 3 située sur la Pyeonghwa-ro et la Hoam-ro.

### Desserte
Mangwolsa est desservie par les rames omnibus qui circulent sur la ligne.

Installations et desserte
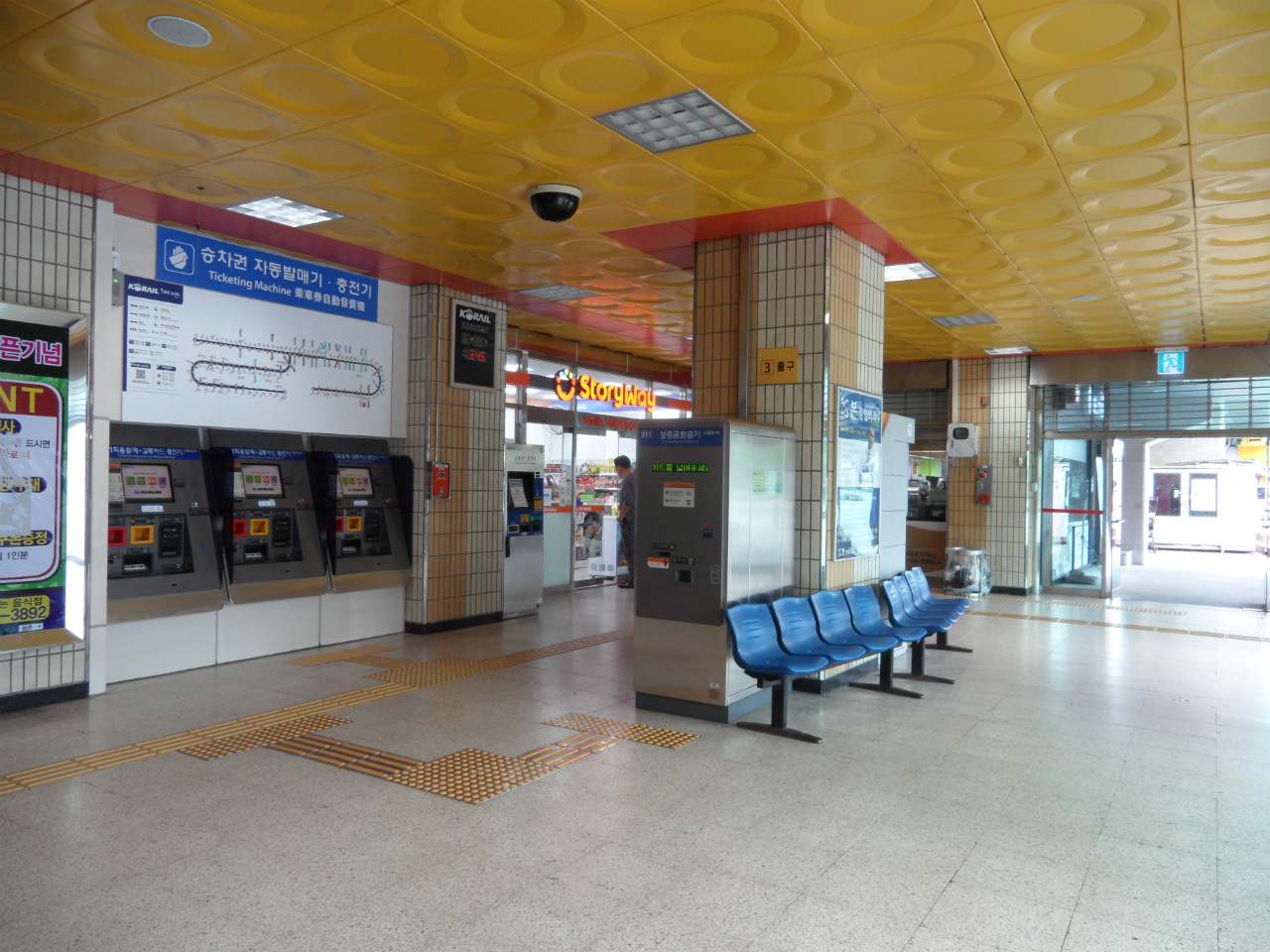
En 2014.
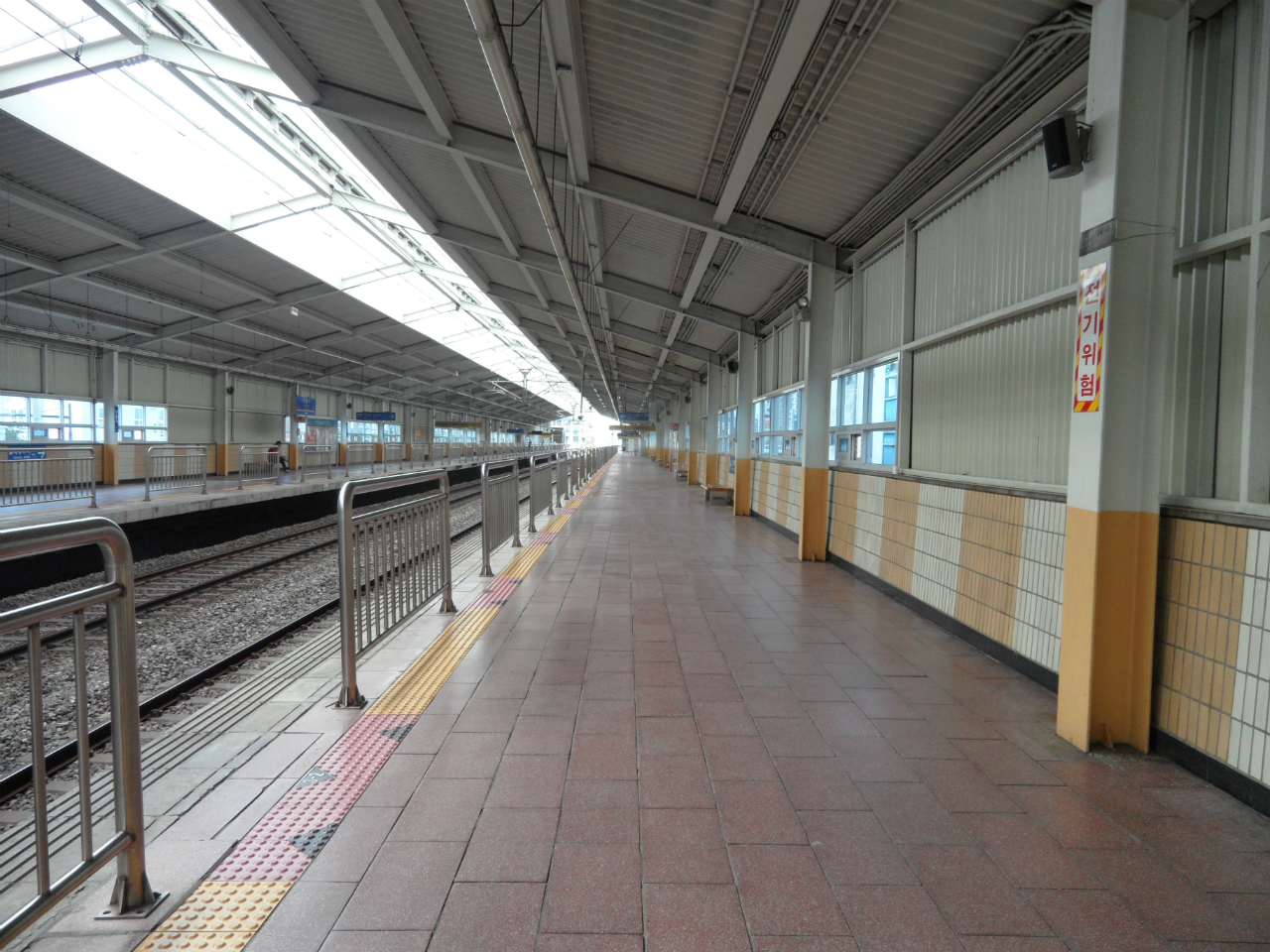
En 2014.
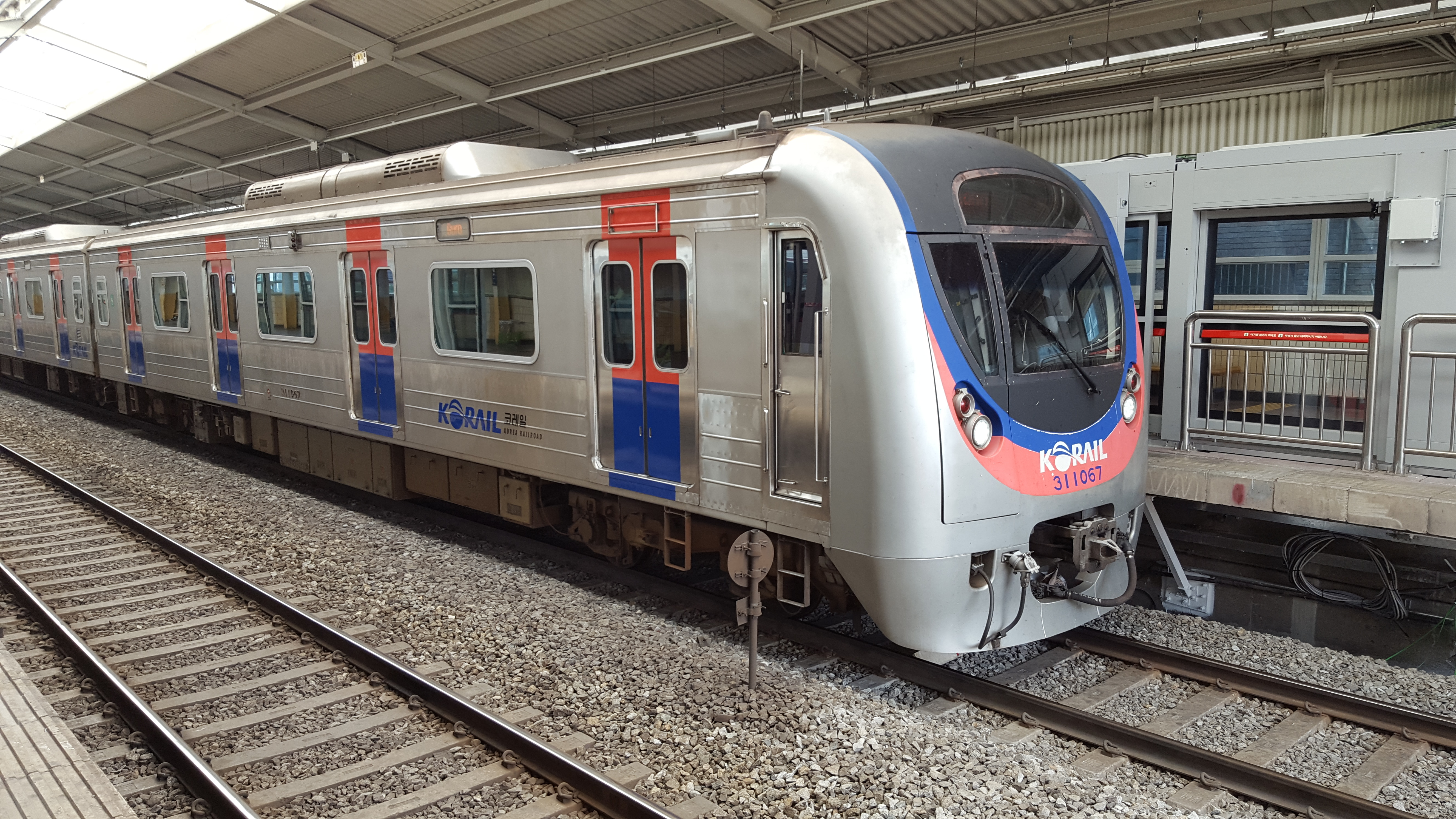
En 2017.

### Intermodalité
Des arrêts de bus sont situés à proximité.